# Eridolius rufilabris
Eridolius rufilabris là một loài tò vò trong họ Ichneumonidae.